# شورش ۱۷۶۸ لوئیزیانا

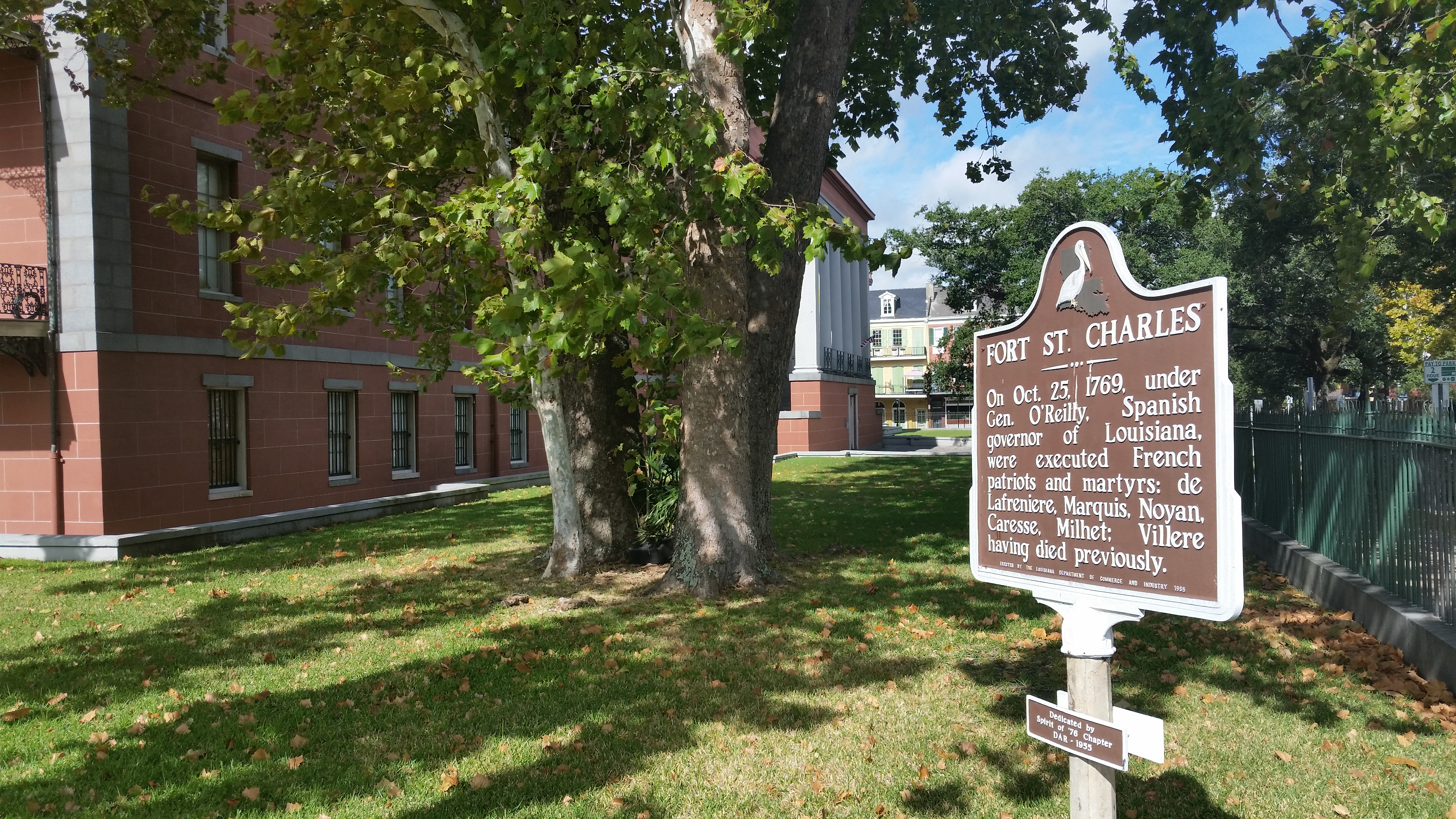
نشانگر تاریخی ایالت در جلوی ضرابخانهٔ ایالتی.

شورش ۱۷۶۸ (به انگلیسی: Rebellion of 1768)، که با نام شورش ۱۷۶۸ یا شورش کریول نیز شناخته می‌شود، تلاشی ناموفق از سوی اهالی زبدهٔ کریول از نیواورلئان، لوئیزیانا است که به همراه مهاجران آلمانی در همین حوالی صورت گرفت، تا عملیات انتقال مستعمرهٔ لوئیزیانا فرانسه به اسپانیا، که جزئی از معاهدهٔ ۱۷۶۲ به‌شمار می‌رفت را به حالت اول برگردانند.
بر اثر این شورش فرماندار اسپانیایی، آنتونیو دو اویوآ، مجبور شد نیواورلئان را ترک نماید و به اسپانیا بازگردد، اما جانشین وی، ژنرال آلخاندرو آوریلی، توانست شورش را سرکوب نماید و پنج نفر از رهبران آن را اعدام کند و قاطعانه حکمرانی اسپانیا بر منطقه را برقرار د.